# Registrum Veterius

Le Registrum Veterius est le plus ancien registre de la chancellerie royale française dont le manuscrit original nous est parvenu. Celui-ci, le Codex Vaticanus Ottobonianus latinus 2796, est conservé à la Bibliothèque apostolique vaticane,.
D'après Guillaume le Breton, le registre est commandé par le roi Philippe II Auguste. Il est rédigé à la fin de 1204 et au début de 1205, puis est continué jusqu'en 1212. Il est d'abord conservé au Trésor des Chartes. Il reçoit d'abord le titre de Vetus Registrum,. Pierre d'Étampes lui donne le titre de Registrum Veterius dès 1318, lors de la rédaction de son inventaire. Il figure dans tous les inventaires du XIVe siècle. Pour une raison que nous ignorons, il sort du Trésor des Chartes, probablement au XVIe siècle. Il aurait fit partie de la collection de Jean Tarin, professeur d'éloquence grecque et latine au Collège royal et recteur de l'université de Paris.
Il contient la liste de trente-neuf communes, à savoir :
1. Péronne,
2. Noyon,
3. Amiens,
4. Tournai,
5. Montdidier,
6. Roye,
7. Bapaume,
8. Corbie,
9. Compiègne,
10. Soissons,
11. Laon,
12. Saint-Jean-de-Laon,
13. Condé,
14. Bruyères (auj. Bruyères-et-Montbérault),
15. Vailly (auj. Vailly-sur-Aisne),
16. Cerny,
17. Crépy,
18. Chelles,
19. Senlis,
20. Montreuil,
21. Chaumont (auj. Chaumont-en-Vexin),
22. Pontoise,
23. Meulan (auj. Meulan-en-Yvelines),
24. Poissy,
25. Mantes (auj. Mantes-la-Jolie),
26. Sens,
27. La Neuville-Roy,
28. Lens,
29. Hesdin,
30. Fillièvres,
31. Rouen,
32. Verneuil,
33. Caen,
34. Falaise,
35. Pont-Audemer,
36. Saint-Jean-d'Angély,
37. Poitiers,
38. Niort[7].

#### Reproduction
- Léopold Delisle (publié par) et A. Martelli (exécuté par), Le Premier Registre de Philippe-Auguste : reproduction héliotypique du manuscrit du Vatican, Paris, H. Champion, 1883, 1 vol., in 4o de 20 p. et atlas in-folio de 95 p. (OCLC 457578916, BNF 30318336).

#### Études
- [Delaborde 1915] Henri François Delaborde, « Du texte des actes reproduits dans le premier registre de Philippe Auguste », Bibliothèque de l'École des chartes, t. 76,‎ 1915, p. 153-160 (DOI 10.3406/bec.1915.448544, lire en ligne [fac-similé], consulté le 10 avril 2017).
- [Gasparri 1971] Françoise Gasparri, « Note sur le Registrum Veterius : le plus ancien registre de la chancellerie de Philippe-Auguste », Mélanges de l'École française de Rome. Moyen-Âge, Temps modernes, vol. 83, no 2,‎ 1971, p. 363-388 (OCLC 495312005, DOI 10.3406/mefr.1971.848, SUDOC 137833466, lire en ligne [fac-similé], consulté le 10 avril 2017).
- [Petit-Dutaillis 1938] Charles Petit-Dutaillis, « Études sur le Registrum Veterius et la date de quelques actes de Philippe-Auguste », Bibliothèque de l'École des chartes, t. 99,‎ 1938, p. 42-66 (DOI 10.3406/bec.1938.452453, lire en ligne [fac-similé], consulté le 10 avril 2017).
- [Petit-Dutaillis 1939] Charles Petit-Dutaillis, « L'évolution de l'idée de commune au Moyen Âge : vieillesse et mort des communes françaises », Comptes rendus de l'Académie des inscriptions et belles-lettres, vol. 83, no 6,‎ 1939, p. 553-558 (DOI 10.3406/crai.1939.77244, lire en ligne [fac-similé], consulté le 10 avril 2017).
- [Petit-Dutaillis 1970] Charles Petit-Dutaillis (avant-propos de Paul Chalus, bibliographie établie par Jean-Loup Lemaitre), Les communes françaises : caractères et évolution des origines au XVIIIe siècle, Paris, A. Michel, coll. « L'Évolution de l'humanité / Petit format » (no 25), 1970 (réimpr. 2013), 2e éd. (1re éd. 1947), 1 vol., 379, 18 cm (OCLC 299670827, BNF 35221578, SUDOC 001889060, lire en ligne), n. 17, p. 286 [lire en ligne] et p. 287 [lire en ligne].